# Мошля
Мошля — река в России, протекает в Башмаковском и Белинском районах Пензенской области. Река вытекает из пруда в селе Росташи Башмаковского района. Устье реки находится в 366 км по правому берегу реки Ворона в километре к востоку от села Ершово. Длина реки составляет 18 км, площадь водосборного бассейна 53,3 км². 

## Населённые пункты
У истока реки в Башмаковском районе стоит село Росташи. Ниже, в Белинском районе на правом берегу реки стоят сёла Мостки, Марьевка и Ершово.

## Данные водного реестра
По данным государственного водного реестра России относится к Донскому бассейновому округу, водохозяйственный участок реки — Ворона, речной подбассейн реки — Хопер. Речной бассейн реки — Дон (российская часть бассейна).
По данным геоинформационной системы водохозяйственного районирования территории РФ, подготовленной Федеральным агентством водных ресурсов: 
- Код водного объекта в государственном водном реестре — 05010200212107000006458
- Код по гидрологической изученности (ГИ) — 107000645
- Код бассейна — 05.01.02.002
- Номер тома по ГИ — 07
- Выпуск по ГИ — 0